# Dolmens de Saint-Martin-du-Larzac
Les dolmens de Saint-Martin-du-Larzac sont une nécropole préhistorique, constituée de cinq dolmens, située à Millau, dans le département français de l'Aveyron. 

## Dolmen n°1
Le dolmen est désormais détruit.

### Historique
Le dolmen est mentionné en 1898 par Émile Cartailhac sous le nom de dolmen de la Salvage. 
En 1927, Louis Balsan en dresse un plan sommaire. À l'époque, le dolmen comporte un tumulus  de 12 à 13 m de diamètre renfermant une chambre orientée est/ouest de forme légèrement trapézoïdale. La chambre est délimitée par trois grandes dalles en calcaire de respectivement 3,20 m de long sur 2,26 m de haut et 0,37 m d'épaisseur côté sud, 3,70 m de long sur 1,50 m de haut et 0,25 m d'épaisseur côté nord, 1,30 m de long sur 1,70 m de haut et 0,20 m d'épaisseur côté est. Le côté ouest ne comporte plus qu'un fragment de dalle de 0,60 m de large et 0,20 m d'épaisseur. Les interstices entre les dalles sont soigneusement bouchés par des murets en pierres plates. Un grand fragment (2,10 m de largeur) d'une probable dalle de couverture est rejeté sur le tumulus côté sud.
En 1937-1938, le dolmen est pillé par un chasseur de trésor qui recueille un important mobilier (éléments de parure et pointes de flèches) dans la chambre. En 1939, Balsan photographie le dolmen et recueille dans les déblais de fouille un petit matériel archéologique. En 1952, G. Costantini effectue une nouvelle fouille mais à cette époque le dolmen a déjà été quasiment détruit par son propriétaire.

### Matériel archéologique
En 1884, Carthailhac présenta au congrès de l'Association française pour l'avancement des sciences un crâne trépané qui semble provenir du dolmen. En 1952, Costantini recueille divers ossements humains dont 168 dents. Le Musée des Antiquités nationales conserve dans ses collections, sous la dénomination dolmen de la Salvage, un petit mobilier archéologique composé d'un poinçon en os, trois colliers (dents animales, test de coquillage, jayet, calcaire et os) et sept pendeloques en os. Balsan découvrit un poignard en cuivre conservé au musée Fenaille, 4 tessons de céramique à pâte grossière et dégraissant assez fin et une lame en silex. En 1952, Costantini recueille 5 pointes de flèches à pédoncule, 1 racloir en chaille, divers éléments de parure (dents percées, fragment de pendeloque, perles en jayet), 1 épingle en bronze et des fragments de céramique appartenant à au moins trois vases.

## Dolmen n°2
Le dolmen a été fouillé dans les années 1930 par L. et O. Geniès. Il a fait l'objet d'une nouvelle fouille de sauvetage en 1990.
Le dolmen est constitué d'une chambre rectangulaire délimitée par deux orthostates désormais inclinés vers le nord. Les deux dalles sont engagées dans des saignées pratiquées dans le sous-sol rocheux et calées par des lauzes. Elles sont prolongées sur 1 m de longueur par des murettes en pierres sèches formant un genre de couloir sans que celui-ci ne débouche sur l'extérieur. De nombreuses dalles visibles autour de la chambre pourraient correspondre à un délitage des montants. Un fragment de table de couverture a basculé en dehors de la chambre et est visible côté nord. Le tumulus, de forme subcirculaire, mesure environ 2 m de rayon autour de la chambre. Il est constitué de dallettes et de blocs en calcaire mais ne semble pas avoir possédé de mur de parement.
Le tamisage des déblais des précédentes fouilles a permis de recueillir près de 50 kg de fragments d'ossements humains dont une partie comporte des traces de crémation. Le mobilier archéologique associé comprend des objets lithiques (fragment de meule, une trentaine de silex), des objets en os (6 poinçons), des éléments de parure (8 pendeloques en calcaire ou en os, plus de 150 perles) et des objets métalliques (1 alêne losangique, 16 fragments de spirale). L'ensemble a été daté d'une période comprise entre la fin de l'Âge du cuivre et le début du Bronze ancien.

## Dolmen n°3
La chambre est en forme de rectangle irrégulier (6 m de long sur 0,80 à 1,25 m de large). Elle est orientée est-ouest. La chambre est délimitée par cinq orthostates : une grande dalle au nord (2,95 m de long), deux montants contigus côté sud et deux dalles accolées formant le chevet. L'entrée était fermée par trois dalles. Le dolmen comporte encore une table de couverture (3,15 m de long 2 m de large et 0,20 m d'épaisseur). Des blocs mégalithiques en position inclinée assurent le contrefort des côtés de la chambre. Le sol de la chambre est dallé et repose sur une diaclase qui traverse la chambre sur toute sa longueur. La chambre est enserrée dans une plate-forme de forme ovalaire, formant abside côté chevet avec une façade rectiligne côté entrée, ceinturée par un mur de parement ne dépassant pas 0,30 m de hauteur mais constitué de grandes dalles, dont plusieurs dépassent 1 m de longueur. La masse interne du tumulus est composé de petits blocs et de cailloutis. L'ensemble est circonscrit par de grandes dalles disposées à plat ou par des dallettes entassées sur trois à quatre assisses délimitant un tumulus de forme carrée de 11 m de côté.
Le matériel archéologique recueilli dans la chambre et dans le tumulus est attribué à une période comprise entre le Bronze final et le premier âge du fer. Un premier dolmen a été édifié au Bronze ancien puis dans un second temps, au Bronze final il a fait l'objet d'un réemploi après réaménagement. C'est durant cette seconde période que le dolmen initial est englobé dans la plate-forme au pourtour elliptique. La table de couverture est recouverte de lauzes et un petit menhir est dressé à son extrémité orientale.
Cet édifice protohistorique a été réutilisé au Haut Moyen Âge en aménageant, dans la masse du tumulus, une petite nécropole constituée de vingt tombes en coffre orientées majoritairement ouest/est, comme la chambre du dolmen. L'une de ces tombes se caractérise par une architecture plus monumentale avec de grandes dalles latérales et un sol soigneusement dallé. Elle a été utilisée pour l'inhumation d'au moins quatre individus (adultes et enfants). Trois tombes comportaient des aménagements complémentaires (stèle, structures circulaires recouvertes de lauzes).
Le dolmen n°3 est inscrit au titre des monuments historiques en 1998.